# Ultrapasteurización

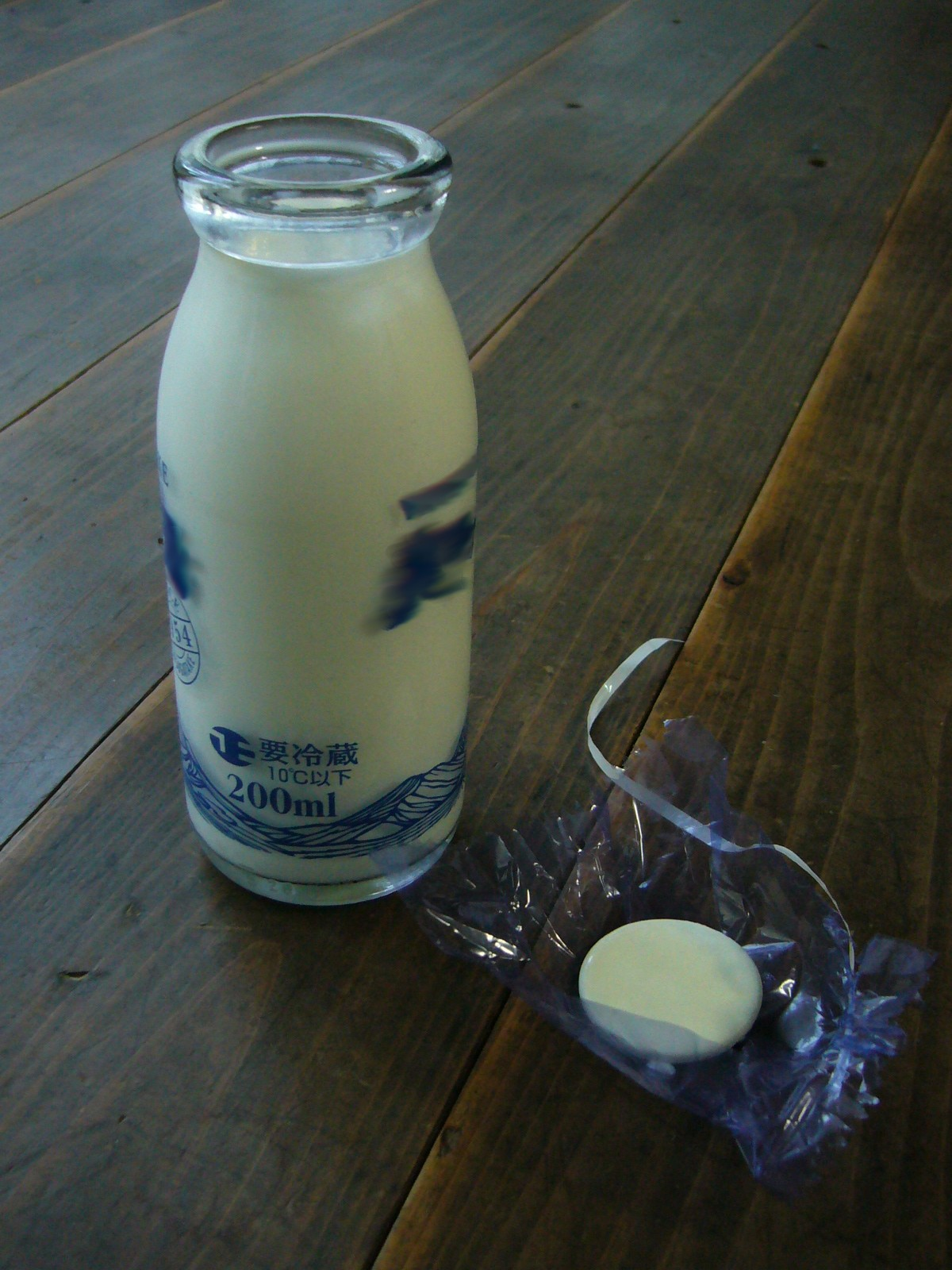
Botella de leche sometida a proceso UHT.

La ultrapasteurización o uperización es un proceso térmico que se utiliza para reducir en gran medida el número de microorganismos presentes en alimentos como la leche o los zumos, cambiando su sabor y sus propiedades nutricionales en mayor o menor medida, dependiendo del alimento.
A diferencia de la pasteurización tradicional, en la ultrapasteurización se aplica más calor aunque durante un tiempo menor al alimento.
Con el método UHT (del inglés Ultra-High Temperature, temperatura ultra alta) no se consigue una completa esterilización (que es la ausencia total de microorganismos y de sus formas de resistencia), se consigue la denominada esterilización comercial, en la que se somete al alimento al calor suficiente para destruir las formas de resistencia de Clostridium botulinum, pero sí existirán algunos microorganismos como los psicrófilos, que no crecen a temperatura ambiente. A los alimentos se aplica esterilidad comercial, ya que la esterilidad absoluta podría degradar de manera innecesaria la calidad del alimento.

## Característica
Consiste en exponer la leche durante un corto plazo (de 5 a 8 segundos) a una temperatura que oscila entre 150 y 200 °C y seguido de un rápido enfriamiento a no menos de 4 °C. Esto se hace de una forma continua y en recinto cerrado que garantiza que el producto no se contamine mediante el envasado aséptico. Este proceso aporta a la leche un suave sabor a cocción debido a una suave caramelización de la lactosa (azúcar de la leche).
La alta temperatura reduce el tiempo del proceso, y de esta manera se reduce también la pérdida de nutrientes. El producto UHT más común es la leche, pero el proceso también puede ser aplicado a zumos de frutas, cremas, sopas y guisos.
La leche UHT tiene una vida típica de seis a nueve meses, antes de que se abra. En contraste, en la pasteurización relámpago, la leche es calentada a 75 °C durante 20 segundos.

## Popularidad
La leche UHT ha tenido mucho éxito en Europa, donde 7 de cada 10 europeos la beben regularmente. En el mercado estadounidense se intentó introducir la leche UHT, pero los consumidores desconfían de productos lácteos almacenados a temperatura ambiente y han sido mucho más reacios a comprarla. De hecho, en un país cálido como España, la leche UHT es la preferida debido a los altos costes que supone la refrigeración, tanto en el transporte como en el punto de venta.
La leche UHT es menos popular en el norte de Europa y Escandinavia, en particular en Dinamarca, Finlandia, Noruega, Suecia, el Reino Unido e Irlanda. Tampoco es popular en Grecia, donde la leche fresca pasteurizada es la más vendida.
| País         | porcentaje |
| ------------ | ---------- |
| Austria      | 20,3       |
| Bélgica      | 96,7       |
| Croacia      | 73         |
| Rep. Checa   | 71,4       |
| Dinamarca    | 0          |
| Finlandia    | 2,4        |
| Francia      | 95,5       |
| Alemania     | 66,1       |
| Grecia       | 0,9        |
| Hungría      | 35,1       |
| Irlanda      | 10,9       |
| Italia       | 49,8       |
| Países Bajos | 20,2       |
| Noruega      | 5,3        |
| Polonia      | 48,6       |
| Portugal     | 92,9       |
| Eslovaquia   | 35,5       |
| España       | 96,1       |
| Suecia       | 5,5        |
| Suiza        | 62,8       |
| Turquía      | 53,1       |
| Reino Unido  | 8,4        |
| Costa Rica   | 35         |
| Guatemala    | 11,92      |